# Xestoleberis rotunda
Xestoleberis rotunda is een mosselkreeftjessoort uit de familie van de Xestoleberididae. De wetenschappelijke naam van de soort is voor het eerst geldig gepubliceerd in 1964 door Hartmann.